# 1984年4月逝世人物列表
1984年逝世人物列表：1月 - 2月 - 3月 - 4月 - 5月 - 6月 - 7月 - 8月 - 9月 - 10月 - 11月 - 12月
1984年4月逝世人物列表，是用於匯總1984年4月期間逝世人物的列表。

## 依日期排序

### 1日
- 道格拉斯·庫珀，英國藝術史學家、作家、贊助人和藝術收藏家
- 勒內·卡特福斯，英國廣播公司（BBC）英國主持人
- 马文·盖伊，美國靈魂樂和R&B歌手
- 依麗莎白·顧姬，英國作家
- 赫爾曼·亨內伯格（Hermann Henneberg），德國外科醫生和運動醫生
- 庫爾特·克拉曼，德國插畫家和漫畫家
- 朱利葉斯·穆勒，德國田徑運動員（撐桿跳高）

### 2日
- 阿達爾維托·杜斯·桑托斯，巴西軍事領袖政治家，於1974年至1979年期間成為巴西副總統。
- 恩斯特·范·阿肯，德國運動醫生和教練
- 海莫·多爾奇，德國物理學家和羅馬天主教神學家（基礎神學）和牧師
- 卡爾·馬丁·多勒扎萊克，德國工程師
- 雷查·弗雷耶，德國猶太復國主義者，兒童和青年 aliyah的推動者

### 3日
- 格哈德·布羅西，德國政治家（SPD），聯邦議院議員
- 阿道夫·萊爾，德國歷史學家和教師
- 蘇珊娜·萊昂哈德，德國作家
- 約翰·梅赫根，美國爵士鋼琴家、講師和評論家
- 威廉·湯瑪斯，美國電影製片人、導演和作家

### 4日
- 奥列格·安东诺夫，蘇聯飛機設計師，安托諾夫設計局首任領導人，蘇聯科學院院士
- 亞歷山大·瓦西裡耶維奇·費多托夫，蘇聯試飛員和空軍將軍
- 斯科特·福布希，美國地球物理學家
- 馬克西米利安·弗雷特-皮科，二戰期間的德國軍官和炮兵將軍
- 威廉·納普（Wilhelm Knapp），德國黨內官員和反法西斯抵抗戰士
- 查理斯·摩根，美國古典考古學家和藝術史學家
- 艾哈德·紐伯特，德國政治家（KPD/SED）

### 5日
- 亚瑟·哈里斯爵士，英國空軍元帥
- 朱塞佩·图齐，義大利學者
- 羅伯特·亞當斯，英國雕塑家、平面藝術家和製圖員
- 赫伯特·弗萊施曼（Herbert Fleischmann），德國影視演員、廣播劇和配音演員
- 西奧·庫門，荷蘭電台記者
- 漢斯·馬蒂森·倫丁，丹麥軍官、情報官員和奧運選手
- 芹澤銈介，日本染色師、紡織品設計師和工匠
- 亨利·莫裡斯·斯特拉頓，德國血液學家和腫瘤學家
- 弗里茨·沃利策（Fritz Wurlitzer），德國單簧管製造商

### 6日
- 弗里茨·克羅普，德國醫生和納粹公務員
- 拉爾·唐納，美國歌手
- 奧盧夫·克呂克曼，德國東方學家
- 威廉·皮爾斯，美國陸軍中將
- 安妮莉絲·斯特倫格，奧地利動物學家和解剖學家（大學講師）

### 7日
- 弗兰克·丘奇，美國政治家[1]
- 弗雷德·蓋比，英國跨欄運動員
- 喬治·內茨班德，德國畫家和藝術教育家
- 迪娜·特蕾莎，葡萄牙女演員和歌手

### 8日
- 彼得·卡皮查，苏联著名物理学家，超流的发现者之一
- 弗里德里希·拜爾，德國政治家（NSDAP），黑森州人民議會議員
- 伊莉莎白·奈格爾斯巴赫，福利工作者，德國政治家（CSU），聯邦議院議員，憲法法官
- 揚尼斯·帕拉斯凱沃普洛斯，希臘政治家
- 米喬·烏多夫契奇，南斯拉夫國際象棋特級大師

### 9日
- 马丁·比尔巴赫	德國外交官，東德大使
- 卡拉瑪麗亞·海姆	德國女演員和作家
- 保羅·伊萬諾	法國電影攝影師
- 漢斯·克恩	德國足球官員、經理和政治家
- 雷纳托·佩罗纳	義大利場地自行車運動員和奧運金牌得主
- 保羅-皮埃爾·菲力浦	羅馬天主教會的法國紅衣主教
- 威廉·桑德伯格	荷蘭平面藝術家、平面設計師和博物館館長
- 彼得·施耐德	德國政治家（SPD）和抵抗戰士	74
- 阿道夫·瓦格納，德國舉重運動員

### 10日
- 雅各·伯曼，波蘭斯大林主義政治家
- 漢斯·德雷克斯勒，德國古典語言學家
- 唐納德·戈登，美國藝術史學家
- 朱普·胡塞爾斯，德國演員、廣播員和藝人
- 希爾德·佩施，德國護士和當地政治家
- 克裡斯汀·范·桑滕，德國女演員
- 威利·塞梅爾羅格，德國演員

### 11日
- 埃裡希·奧特倫巴，德國地理學家
- 阿德瑪律·雷諾，加拿大政治家
- 恩斯特·林，德國賽車手和政治家
- 弗雷德·羅賓遜，美國爵士長號手
- 弗里茨·羅特，奧地利作家和作曲家
- 埃德加·瓦爾特·薩克斯，愛沙尼亞作家
- 希爾德加德·謝德（Hildegard Schaeder），德國教會歷史學家
- 拉蒙·塔皮亚，智利拳擊手

### 12日
- 爱德华·索科伊内，坦尚尼亞第二任總理
- 丹尼爾·丹薩，義大利編劇和電影導演
- 沃爾特·弗勞爾斯，美國政治家
- 馬克斯·皮羅克，德國雕塑家
- 邁克·羅傑，德國流行歌手和流行歌手
- 赫爾曼·沙爾特，德國 Lithopraph
- 安東尼·沃爾格穆斯，德國抵抗戰士和女權活動家

### 13日
- 薩孟武，台灣學者及政治人物
- 拉爾夫·柯克派翠克，美國大鍵琴演奏家
- 卡爾·庫恩，反對國家社會主義的德國抵抗戰士
- 弗朗茨·卡爾·邁爾，德國《明鏡週刊》出版商
- 漢斯·波爾沃爾，德國畫家
- 克裡斯托弗·懷爾德，澳大利亞連環殺手

### 14日
- 西奧·卡倫，德國政治家（基民盟）
- 烏爾里希·奧拉夫·德梅爾，視覺藝術家
- 索羅德·狄金森，英國電影導演
- 海因茨·達夫納，德國政治家（SPD），聯邦議院議員
- 安德斯·豪根，美國跳臺滑雪運動員
- 維爾納·霍爾，德國畫家、樵夫和藝術評論家
- 卡爾·庫普斯基，奧地利建築師和大學講師
- 約翰·梅里爾，美國醫生

### 15日
- 歐文·布斯，德國化石收藏家和古生物學家
- 湯米·庫珀，英國喜劇演員和魔術師
- 燕卜荪，英國詩人、文學評論家
- 格蕾特·赫爾曼，德國物理學家和哲學家
- 胡安·洛佩斯，烏拉圭足球教練
- 馬奇托，古巴音樂家和樂隊領隊
- 葛籣·麥克威廉姆斯，美國電影攝影師
- 勒內·杜·梅尼爾·德·羅什蒙（René du Mesnil de Rochemont），德國放射科醫生和放射研究員
- 羅伯特·羅素·萊斯，英國醫生
- 漢斯·托米切爾，瑞士平面藝術家和畫家
- 亞歷山大·特羅基，蘇格蘭作家

### 16日
- 切薩雷·邦文特，義大利裔美國黑手黨
- 菲力浦·格林，集中營中的德國勞工指揮官
- 拜倫·哈斯金，美國電影導演
- 伍格·雷策爾，德國記者和作家
- 古斯塔夫·弗里德里希·謝因普夫魯格，德國建築師、雕塑家、畫家和設計師

### 17日
- 維克多·巴拉格爾，西班牙歌手
- 馬克·克拉克，美國將軍
- 格爾德·赫施（Gerd Heusch），德國企業家，亞琛Alemannia Alemannia總裁
- 約瑟夫·馬德納，奧地利政治家（SPÖ），國民議會成員
- 克勞德·普羅沃斯特，加拿大冰球運動員
- 熱拉爾·維耶米耶（Gérard Vuilleumier），瑞士跳臺滑雪運動員和自行車運動員

### 18日
- 肯尼斯·斯圖爾特·科爾，美國生物物理學家
- 弗朗西斯·德·沃爾夫，英國演員
- 利奧波德·林特伯格，奧地利電影導演
- 約翰·李·馬欣，美國編劇
- 澤夫·謝爾夫，以色列政治家

### 19日
- 王少清，香港商人及慈善家
- 馬基托，古巴爵士音樂家
- 畢曉普斯頓男爵愛德華·畢曉普，英國政治家，下議院議員
- 贺子珍，毛澤東的中國妻子
- 古斯塔夫·斯切克，德國長笛演奏家和大學講師

### 20日
- 奧托·阿羅塞梅納，厄瓜多第1925任總統
- 弗裡德里希·福斯特邁爾，德國海軍軍官和軍事歷史學家
- 卡尔·希普芬格，奧地利舉重運動員
- 梅布爾·默瑟（Mabel Mercer），英國綜藝和爵士歌手
- 恩斯特·普洛茨（Ernst Plötze），德國物理學家和大學講師

### 21日
- 歐根·費舍爾，德國天主教神學家
- 馬塞爾·揚科，羅馬尼亞裔以色列藝術家和作家
- 阿爾諾·萊曼（Arno Lehmann），德國傳教士和宗教與宣教學教授
- 曼努埃爾·穆希卡·拉內斯，阿根廷作家和記者

### 22日
- 安塞爾·亞當斯，美國攝影師
- 詹姆斯·丹尼尔利，英國細胞生物學家
- 格拉科·德纳尔多，意大利男子足球運動員
- 魯比·戈德斯坦，美國拳擊手和裁判
- 赫裡伯特·波圖茲尼克，奧地利風景畫家和肖像畫家

### 23日
- 瑞德·加蘭，美國爵士鋼琴家
- 哈裡·希布斯，英格蘭足球守門員
- 奧拉夫·哈德瓦爾克，德國畫廊主和爵士樂公關人員
- 阿道夫·詹納施，德國藝術史學家
- 赫爾曼·納普（Hermann Knappe），德國政治家（SPD），大柏林市議會議員
- 羅蘭·彭羅斯，英國藝術家、作家和藝術史學家
- 奧特瑪·普弗希，奧地利攝影師
- 胡安·蒂佐爾，美國爵士音樂家

### 24日
- 簡·格雷夫羅爾，比利時超現實主義畫家
- 魯道夫·邁耶·德·紹恩塞，瑞士出生的美國鳥類學家

### 25日
- 艾達·菲舍爾，德國地方和州政治家（SPD/USPD/KPD/SED）
- 林达夫，日本哲學家和文學評論家
- 伯恩德·海登，德國攝影師
- 大卫·肯尼迪，美國政治家，羅伯特·弗朗西斯·甘迺迪和埃塞爾·斯卡克爾·甘迺迪的兒子
- 雅克·馬雷特，法國政治家（PCF），國民議會和參議院議員
- 彼得·舒爾特，德國作家和記者

### 26日
- 贝西伯爵，美國音樂家和作曲家
- 成蔭，中國劇作家、導演。
- 戴维·科利特，英國男子賽艇運動員，畢業於劍橋大學。
- 費爾南多·西卡雷利，阿根廷田徑運動員
- 喬斯·西林，盧森堡藝術體操運動員
- 巴里·格雷，英國音樂家和作曲家
- 漢斯·科爾，德國納粹商業領袖
- Helge Løvland，挪威田徑運動員
- 梅·麥卡沃伊，美國女演員
- 埃米爾·穆裡，瑞士企業家和政治家
- 克雷爾·誇斯特，德國抵抗戰士和工會主義者
- 希爾特魯迪斯·施納貝爾，德國修女
- 維爾納·沃爾比爾，德國農業科學家、農業化學家和大學講師

### 27日
- 約翰·恩滕扎，美國記者和出版商
- Z.Z.希爾，美國藍調歌手
- 約翰·尼古拉斯·沃爾姆，羅馬天主教神職人員和貝爾維爾主教

### 28日
- 洛羅·博裡奇，阿爾巴尼亞足球運動員和教練
- 特雷格·布朗，美國電影剪輯師、音響工程師和電影技術先驅
- 約瑟夫·容克斯，德國耶穌會神父和天文學家
- 葛籣·泰勒（Glen H.Taylor），美國政治家和商人

### 29日
- 卡羅爾·埃斯特雷徹，波蘭藝術史學家
- 恩斯特·昆克爾，德國政治家（SPS，SPD），聯邦議院議員
- 沃爾特·利普根斯，德國歷史學家
- 安吉爾·梅托迪夫，保加利亞古典現實主義畫家和教授
- 查理斯·莫裡，美國數學家
- 恩斯特·佩金斯特（Ernst Pagenstecher），德國農業科學家，基督教與佛教對話的先驅

### 30日
- 阿德恩男爵邁克爾·阿德恩，英國女王伊莉莎白二世的英國軍官和私人秘書
- 艾梅·杜瓦爾，法國宗教香頌作家chansonnier
- 羅德里戈·拉拉·博尼利亞，哥倫比亞律師和政治家
- 以撒·列昂加羅夫，蘇聯舞台和電影演員[2]

### 日期不詳
- 瑪麗娜·尤洛娃，俄羅斯兒童兵、舞蹈家和作家